# Mateusz Klinowski
Mateusz Michał Klinowski (ur. 28 stycznia 1978 w Wadowicach) – polski prawnik, filozof, polityk, samorządowiec, publicysta, doktor nauk prawnych, nauczyciel akademicki Uniwersytetu Jagiellońskiego, działacz na rzecz liberalizacji polityki narkotykowej w Polsce, w latach 2014–2018 burmistrz Wadowic.

## Życiorys
Ukończył I Liceum Ogólnokształcące im. Marcina Wadowity w Wadowicach, a następnie studia prawnicze i filozoficzne na Uniwersytecie Jagiellońskim. W studenckim Radiu Akademickim Kraków prowadził własny program radiowy poświęcony kulturze i nauce. W 2005 roku otrzymał stypendium dla wyróżniających się doktorantów im. S.J. Langroda. Na Uniwersytecie Jagiellońskim w 2007 roku uzyskał stopień doktora nauk prawnych ze specjalnością teoria prawa, na podstawie rozprawy Czyn w indeterministycznym świecie. Po doktoracie odbył staże zagraniczne na Uniwersytecie w Getyndze w latach 2007 i 2008 oraz na Uniwersytecie Alicante w Hiszpanii w 2011 roku.
W 2008 roku otrzymał roczne stypendium START Fundacji na rzecz Nauki Polskiej dla wyróżniających się młodych doktorów. W tym samym roku został laureatem nagrody naukowej „Zostańcie z Nami”, przyznawanej przez Fundację Tygodnika Polityka najlepszym polskim badaczom młodego pokolenia, oraz laureatem nagrody Fundacji im. Zygmunta Ziembińskiego za najlepszą rozprawę doktorską z dziedziny filozofii prawa.
Rozpoczął pracę jako adiunkt w Katedrze Teorii Prawa na Wydziale Prawa i Administracji Uniwersytetu Jagiellońskiego. Pracował też jako profesor wizytujący w Szkole Prawa San Juan w Portoryko. Naukowo zajmuje się logiką filozoficzną, logiką czynu, metodologią nauki, etyką, w tym bioetyką, oraz teorią polityki. Publikował na łamach pism „Państwo i Prawo”, „Prokuratura i Prawo” oraz „International Journal for the Semiotics of Law”. Wystąpił m.in. na XIV Festiwalu Nauki w Warszawie w 2010 roku, gdzie otrzymał od organizatorów wyróżnienie za dwa wygłoszone wykłady.
W wyborach samorządowych w 2010 roku został wybrany do Rady Miejskiej Wadowic na kadencję 2010–2014. W roku 2011 był współtwórcą Stowarzyszenia Wolne Wadowice, z ramienia którego listy został wybrany na stanowisko burmistrza Wadowic w wyborach samorządowych w 2014 roku. W wyborach samorządowych w 2018 roku nie uzyskał reelekcji, otrzymując w drugiej turze 45,03 proc. głosów.
W 2014 miał kandydować do Parlamentu Europejskiego z listy Partii Zieloni, pod którą jednak nie zebrano w jego okręgu potrzebnej do rejestracji liczby podpisów. W 2019 roku zaangażował się w działalność partii Wiosna, zostając jednym z jej liderów w Małopolsce, a w pod koniec marca 2019 znalazł się, wraz z między innymi Janem Śpiewakiem i Łukaszem Gibałą, wśród założycieli nowego stowarzyszenia Energia Miast. Nie został wpisany na listę Wiosny do Europarlamentu, a w wyborach parlamentarnych w tym samym roku był bezpartyjnym kandydatem do Sejmu z listy Koalicji Obywatelskiej, nie uzyskując mandatu.
5 lutego 2024 został prawomocnie skazany przez Sąd Okręgowy w Krakowie za niedopełnienie obowiązków poprzez nieuzyskanie pozwolenia wodnoprawnego i pozwolenia na budowę mostku na rzece w Rokowie. Ponadto, Sąd stwierdził, że Klinowski przekroczył uprawnienia zawierając umowę zobowiązującą Gminę do wydatkowania środków publicznych w kwocie 339.948,09 zł bez przetargu. Skazanie uniemożliwiło mu start w wyborach samorządowych w tym samym roku jako kandydat na burmistrza Wadowic.
Publikował teksty i komentarze dotyczące bieżących spraw politycznych na dwóch autorskich blogach internetowych. W 2011 roku otrzymał nagrodę Blog Roku 2011 w kategorii polityka i społeczeństwo, a w 2014 wyróżnienie w plebiscycie „Gazety Krakowskiej” Silny Człowiek Małopolski Zachodniej. Działa na rzecz liberalizacji prawnego statusu substancji psychoaktywnych i krytykuje represyjną jego zdaniem politykę narkotykową w Polsce. Postuluje zmiany polskiego prawa narkotykowego w duchu hasła „leczyć zamiast karać”. Był współtwórcą i działaczem Polskiej Sieci Polityki Narkotykowej. Sam otwarcie zadeklarował konsumpcję substancji psychoaktywnych i stwierdził, że „rządzące elity nie stronią od alkoholu ani tytoniu – silnie uzależniających i niebezpiecznych substancji. Tymczasem tysiące młodych ludzi karane są za posiadanie nielegalnych substancji, które szkodzą im w mniejszym stopniu. Wszystko w imię doraźnych politycznych korzyści”. Jest ateistą.

## Publikacje
- Law, liberty, morality and rights: 23rd World Congress of Legal and Social Philosophy, redakcja, wraz z Tomaszem Gizbertem-Studnickim, Wydawnictwo Wolters Kluwer, Warszawa 2010.
- Logiczna problematyka czynu i sprawstwa, Wydawnictwo Uniwersytetu Jagiellońskiego, Kraków 2011.
- Medyczne konopie. Problematyka regulacji, Wydawnictwo Naukowe Scholar, Warszawa 2025.